# Optikai szál
Az optikai kábelek olyan huzalok vagy szálak, amelyeket üveg vagy műanyag anyagokból készítenek, és azokon belül fényhullámokat továbbítanak. Ezekkel a kábelekkel az információt (például hang, adat vagy kép) nagy sebességgel és nagy távolságokon át lehet továbbítani.
Az optikai kábelek alapvetően két fő típusra oszthatók:
1. Egyenletes sűrűségű optikai kábelek: Ezek a kábelek olyan üvegszálas vagy műanyagszálas szálakból állnak, amelyekben a fény az egész szál hosszán áthalad. Ezeket gyakran adatátviteli vagy telekommunikációs hálózatokban használják.
2. Gyűjtőlencsés optikai kábelek: Ezek a kábelek szintén optikai szálakból állnak, azonban ezeknél a szálaknál a fényt sok kicsi gyűjtőlencse segítségével továbbítják. Ezeket gyakran olyan területeken alkalmazzák, ahol a nagyobb rugalmasság vagy speciális terjedési tulajdonságok fontosak, mint például orvosi képalkotó eszközökben.

Az optikai kábeleknek számos előnye van az elektromos vezetékekkel szemben, többek között:
- Magas sebesség: A fény nagy sebességgel halad át az optikai kábeleken, lehetővé téve a gyors adatátvitelt.
- Nagy adatátviteli kapacitás: Az optikai kábelek nagy mennyiségű adatot képesek továbbítani.
- Nincs elektromágneses interferencia: Mivel fényt használnak a jelátvitelre, az optikai kábelek nem érzékenyek az elektromágneses interferenciára vagy zajra, így stabilabb jelátvitelt biztosítanak.

Ezeket a kábeleket széles körben alkalmazzák a telekommunikációban, az internet-hozzáférésben, az orvosi képalkotó eszközökben, az adatközpontokban és sok más területen, ahol gyors és megbízható adatátvitelre van szükség.

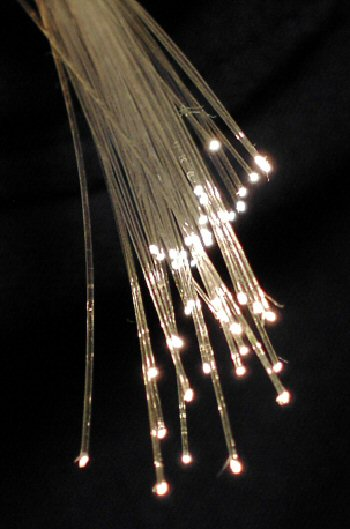
Optikai szálak

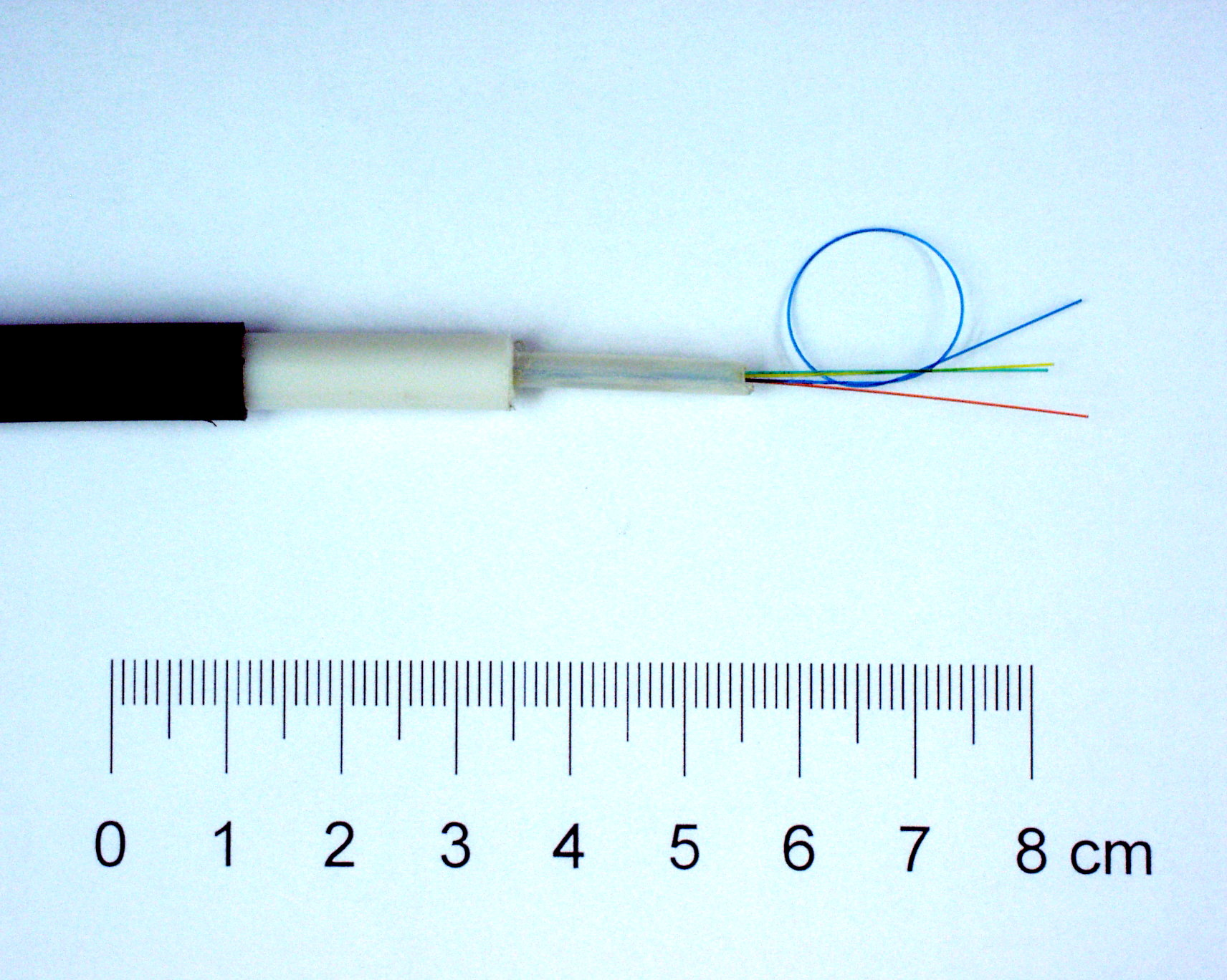
Optikai kábel négy optikai szállal

Az optikai szál egy igen tiszta, néhány tíz (a technológia megjelenése idején még néhány száz) mikrométer átmérőjű üvegszálból és az ezt körülvevő, kisebb optikai törésmutatójú héjból álló vezeték. Működési elve a fénysugár teljes visszaverődésén alapul: A fénykábel egyik végén belépő fényimpulzus a vezeték teljes hosszán teljes visszaverődést szenved, így a vezeték hajlítása esetén is – minimális energiaveszteséggel – a szál másik végén fog kilépni.
Ezt a tulajdonságot kihasználva az optikai szálak rendkívül alkalmasak digitális információ-továbbításra. A fényimpulzusoknak köszönhetően hatékonyabbak, mint a hagyományos rézvezetőjű csavart érpáras UTP-kábelek. A telekommunikációban jóformán minden hosszútávú gerinchálózat optikai kábeleket használ az adattovábbításra hatékonysága, valamint nagy távolságokon az egységnyi sávszélességre jutó jóval alacsonyabb fajlagos költségei miatt.

## Története
Az üvegszál digitális távközlési vonalként történő alkalmazása 1966-ban merült fel. Akkoriban még a kilométerenkénti csillapítása (jelveszteség) több száz decibel volt, ami mára már az elfogadható 0,2 dB/km érték alá csökkent.

## Működési elve, alapvető jellemzők
Az optikai szál egy olyan hengeres, szigetelt, könnyen hajlítható szál, amely fényt továbbít az üvegmag belsejében, a teljes fényvisszaverődés elve alapján. A szál egy üvegmagból áll, amelyet egy védőréteg vesz körül – ezt héjnak nevezzük. Azért, hogy az optikai jel teljes fényvisszaverődéssel a magban terjedjen tovább (vagyis a szálból ne lépjen ki), a mag törésmutatójának nagyobbnak kell lennie, mint a héjnak.
A határ a mag és a védő réteg között lehet hirtelen, mint az egymódusú szálnál, vagy lehet fokozatos átmenetű, mint a multimódusú szál esetében. A nagy magátmérőjű szálat multi-módusú szálnak nevezzük, az elektromágneses analízis alapján. A bevezetett fénysugarak a mag belső fala tengelyének irányában halad végig a szál mentén a teljes visszaverődés miatt. A mag és védőréteg határához nagy szögben érkező sugarak (a határhoz párhuzamosan húzott vonalhoz képest nagy szögben) teljesen visszaverődnek. A teljes visszaverődés által meghatározott visszaverődési határszöget (a legkisebb szög, amelynél a fénysugár még teljes mértékben visszaverődik) az üvegmag és a héj anyagainak törésmutatójának aránya határozza meg.

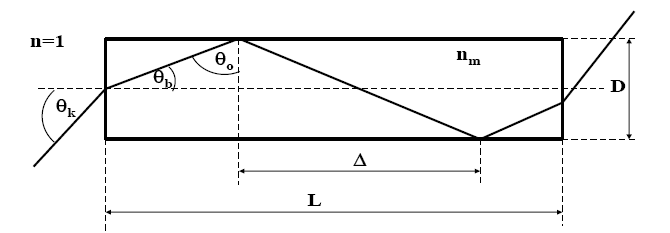
Visszaverődések a szál belsejében

A szál hossza L, átmérője D. Essen a szál (tengelyre merőleges) véglapjára egy, a tengellyel {\displaystyle \Theta _{k}} szöget bezáró sugár. Ez a sugár törés után a tengellyel {\displaystyle \Theta _{b}} szöget bezárva halad tovább, tehát az oldalfalra {\displaystyle \Theta _{0}=90^{\circ }-\Theta _{b}} szögben esik be. A csapdázódás feltétele tehát, hogy {\displaystyle \Theta _{0}\leq \Theta _{h}}.
Fontos kérdés, hogy egy éppen {\displaystyle \Theta _{0}=\Theta _{h}} határszögben beeső sugár hányszor verődik vissza egy L hosszúságú szálban? Ezt rögtön megkapjuk, ha a két szomszédos visszaverődés közötti {\displaystyle \Delta } távolságot összehasonlítjuk a szál hosszával. Tehát ha egy L hosszúságú szálban a visszaverődések száma N, akkor az az alábbi módon számítható ki:

### Reflexióképesség
Vegyünk példának egy 1 méter hosszú, 50 μ átmérőjű, üvegből készült optikai szálat ({\displaystyle n_{m}=1,5}). A teljes visszaverődés határszöge ekkor {\displaystyle \Theta _{h}=41,8^{\circ }}, tehát {\displaystyle \tan \Theta _{h}=0,89\,\!}, amiből {\displaystyle N=22360}. Vizsgáljuk meg, hogy mi a kapcsolat a szálban fellépő veszteség és a visszaverődés hatásossága között. A visszaverődés hatásosságát az R reflexióképességgel szokás jellemezni. R-t a következőképpen szokás definiálni:
{\displaystyle R={\frac {I_{v}}{I_{0}}}}, ahol {\displaystyle I_{0}} a felületre beeső, {\displaystyle I_{v}} a felület által visszavert fény intenzitása.
Az első visszaverődés után a fény R-szerese halad tovább a fényszálban, míg az n-edik visszaverődéssel {\displaystyle R^{n}}-szerese. Egy nem túl jó minőségű optikai szálon a fény 99%-a jut keresztül, ami a fenti adatokat felhasználva azt jelenti, hogy {\displaystyle R^{22360}\leq 0,99}, amiből pedig az következik, hogy R értéke nagyobb mint 0,9999995. Összehasonlításképp a legjobb minőségű tükrök reflexiós képessége körülbelül 0,97 – és nem szabad elfelejteni, hogy itt egy rossz minőségű optikai szál adatait vettük alapul.

### Numerikus apertúra
A kis szögben érkező sugarak átlépnek az üvegmagból a héjba, ahol már nem tudnak végighaladni, elvesznek a héjban. Ebben az esetben, a visszaverődési határszög meghatározza a szál befogadó szögét, amit gyakran numerikus apertúrának neveznek. A magas numerikus apertúrával rendelkező optikai szálat könnyebben lehet csatlakoztatni az optikai vevőhöz vagy adóhoz. Azonban azzal, hogy megengedjük, hogy több fénysugár is haladjon a szálban – és így különböző szögekben terjedjenek a fénysugarak –, a nagy numerikus apertúra miatt nő a bejárt utak száma, és ezzel nő a szórás (diszperzió) is. Ez utóbbi miatt a különböző utakon terjedő jelek különböző idő alatt érnek a szál végére, ami nagy távolság esetén jeltorzuláshoz vezethet.

## A szálak típusai

Fentről lefelé: Multimódusú lépcsős indexű, multimódusú gradiens indexű, valamint egymódusú lépcsős indexű szál

### Multimódusú szálak
A többmódusú szálakkal indult meg az optikai szálak fejlődése. Ezekben a fent leírt működési alapelvek jellemzőek, ugyanakkor mivel ez a legkorábbi technológia, itt a legnagyobb a numerikus apertúra értéke és a jelveszteség. Bár az alapelv a lépcsős indexű, és az egymódusú szálaknál is hasonló, bizonyos technológiai újításokkal sikerült javítani a vezető tulajdonságain.

### Folytonosan változó indexű optikai szálak
Folytonosan változó indexű optikai szál (graded-index fiber) esetében, a mag fénytörésmutatója folyamatosan csökken a tengely és a héj között. Ezt több rétegű burkolással érik el, ami azt eredményezi, hogy a fénysugarak simán elhajlanak ahogy közelítenek a külső héjhoz, a hirtelen visszaverődés helyett. Ennek eredménye, hogy a hajlított utak csökkentik a több bejárt út miatt okozott diszperziót, hiszen a nagy szögben érkező, azaz hosszabb utat megtevő fénysugarak számára szükséges időtartam lerövidül. Ezáltal kisebb törésmutatójú részen haladnak az üvegmag külső szélén, így a késésük lecsökken. A törésmutató-profilt úgy választják meg, hogy minél kisebb legyen a különbség a különböző fénysugarak között. Ez az ideális törésmutató-profil nagyon közel van egy parabolikus függéshez a törésmutató és a tengelytől való távolság között.

### Egymódusú szálak
Az egymódusú szál magátmérője általában 8 és 10 μm között mozog. Néhány speciális célra kifejlesztett optikai szálat nem hengeres üvegmaggal illetve héjjal terveznek, hanem általában elliptikus vagy téglalap alakú keresztmetszettel. Ezek magukba foglalják a polarizációt támogató szálakat és a szálakat melyek elnyomják az átlapolódást.
Nagyobb optikai teljesítmény esetében – több mint egy watt esetén – amikor egy szálat ütés ér vagy másképpen hirtelen megsérül, a szál megéghet. A visszavert fény azonnal elégeti a szálat a sérülésnél, és ez a hiány visszatükröződik, tehát a sérülés elterjed egészen az adóig 1–3 m/s-os sebességgel. A nyitottszál-vezérlő rendszer, ami megvédi a szemet a lézertől a száltörése pillanatában, ugyancsak megfékezheti a szál elégését. Olyan esetekben mint a tengeralatti kábel, ahol nagyobb energia szinteket használnak nyitottszál-vezérlés nélkül, egy szál égés védelmi eszköz az adónál megszakíthatja az áramkört, hogy megóvja a további sérüléstől.

## Fizikai tulajdonságok

Egymódusú szál felépítése
1.- Core 8 µm
2.- Cladding 125 µm
3.- Buffer 250 µm
4.- Jacket 400 µm

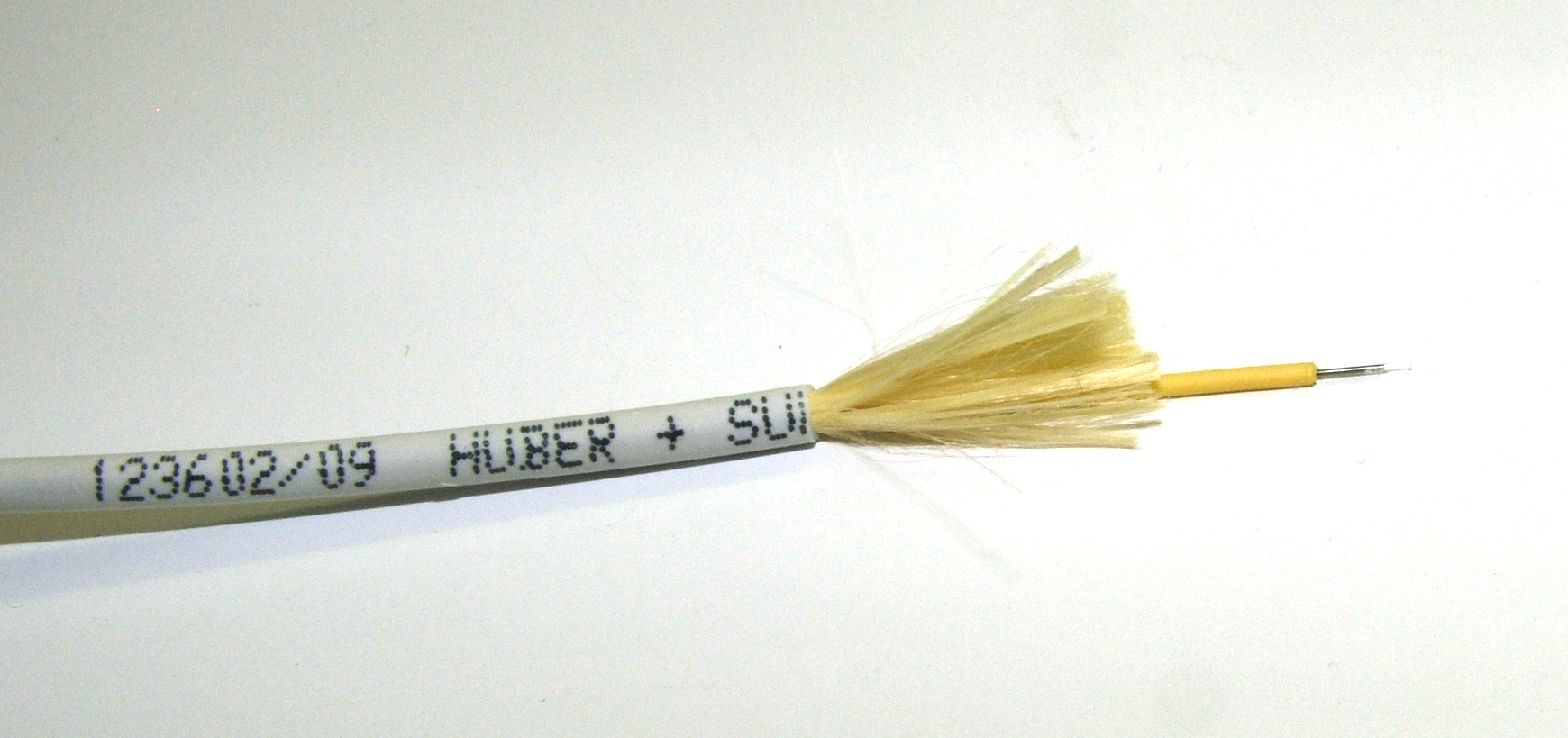
Egymódusú szál fotója

Az egyszerű felépítésű multimódusú fényvezetőben (mérete pl.: 62,5/125 mikrométer mag/héj) a szál egyik végén bevezetett fény a belső vezető falról teljes visszaverődéssel, több sugárban terjed. Az egymódusú szálban (mérete a fény hullámhossza az üveg tápvonalban pl.: 8,3/125 mikrométer) a fény gyakorlatilag a vezető tengelye mentén halad, ezért a csillapítása kisebb. A kábelben több fényvezető szálat szoktak elhelyezni. Az optikai kábel mechanikailag ellenállóbb, mint a csavart érpáras kábel. Nem zavarérzékeny és nem sugároz, bár a lehallgatás ellen az optikai kábel sem ad tökéletes védelmet. Monokróm, koherens fényforrásként 850 vagy 1300, illetve 1550 nm hullámhosszúságú lézert használnak. A közeli infravörös tartományba (780-900 nm) esik az egyik, míg a másik az 1200-1600 nm-es hosszúhullámú tartományba tartozik. (Az átvitel fizikai korlátai a csillapítás, a kromatikus és a polarizációs diszperzió és a nemlineáris torzítások). A hosszabb hullámokon kisebb a csillapítás, és az anyagfüggő diszperzió, tehát nagyobb átviteli távolság és sávszélesség érhető el (a legelőnyösebb ebből a szempontból az 1550 nm-es tartomány).
A 100 Mb/s-os egymódusú csatorna 10 km-es adó/vevő távolságot biztosít. Kisebb távolságokra a kereskedelmi forgalomban lévő olcsóbb berendezések sávszélessége 200-500 MHz, az átviteli sebesség 1 km-ig 250-500 Mb/s, a lézeradó teljesítményétől függően. Ma már elterjedten félvezető (LED) lézereket alkalmaznak, azonban nagy teljesítményű gáz, szilárdtest lézerekkel 100 km-es távolságot is áthidaltak már egy adó-vevő párral (erősítés nélkül).
A hullámhossz-osztásos multiplexálás (WDM) esetén megoldott a 40 Gb/s sebességű átvitel 440 km távolságra. Az optikai távközlési csatorna beruházási költsége jelentősen csökkent az évek során. Bár maga az egymódusú optikai kábel olcsóbb, mint a multimódusú a szükséges csatlakozókkal, adó-vevővel együtt drágább. Az optikai kábelek a 100 Mb/s, vagy nagyobb adatátviteli sebesség igényeket kiszolgáló rendszerekben már ma is gazdaságosak. Ma már a telefonközpontok közötti trönk összeköttetések, a lokális számítógépes hálózatok gerincvonalai főként optikai kábelekkel készülnek.

## Felépítése

### Felhasznált anyagok
Az üvegmagos optikai szálakat majdnem mindig szilícium-dioxidból készítik, de néhány egyéb anyagot, mint például fluoro-cirkonátot, fluoro-aluminátot és tisztított üveget használnak hosszabb hullámhosszú sugarakhoz, infravörös tartományban működő eszközökhöz. Akár csak a többi üvegnek, ezeknek az üvegeknek a törésmutatója is 1,5 körül van. Tipikusan kevesebb mint egy 1%-nyi a különbség az üvegmag és a héj törésmutatója között. Nem lehetséges, hogy a módus struktúrája függjön a használt fény hullámhosszától, ezért ez a szál tulajdonképpen csak néhány további hullámhosszt támogat a látható fény tartományában.
Műanyag optikai szál (POF – Plastic Optical Fiber) általában a lépcsős indexű multimódusú szál,
1 mm-es vagy annál nagyobb magátmérővel. A műanyag optikai szálnak nagyobb a csillapítása mint az optikai üvegszálnak (a jel amplitúdója sokkal gyorsabban csökken mint üvegszál esetében), 1 dB/m vagy annál nagyobb, és ez a nagy csillapítás határozza meg hol használják az ilyen típusú optikai szálat.

## Optikai kommunikáció

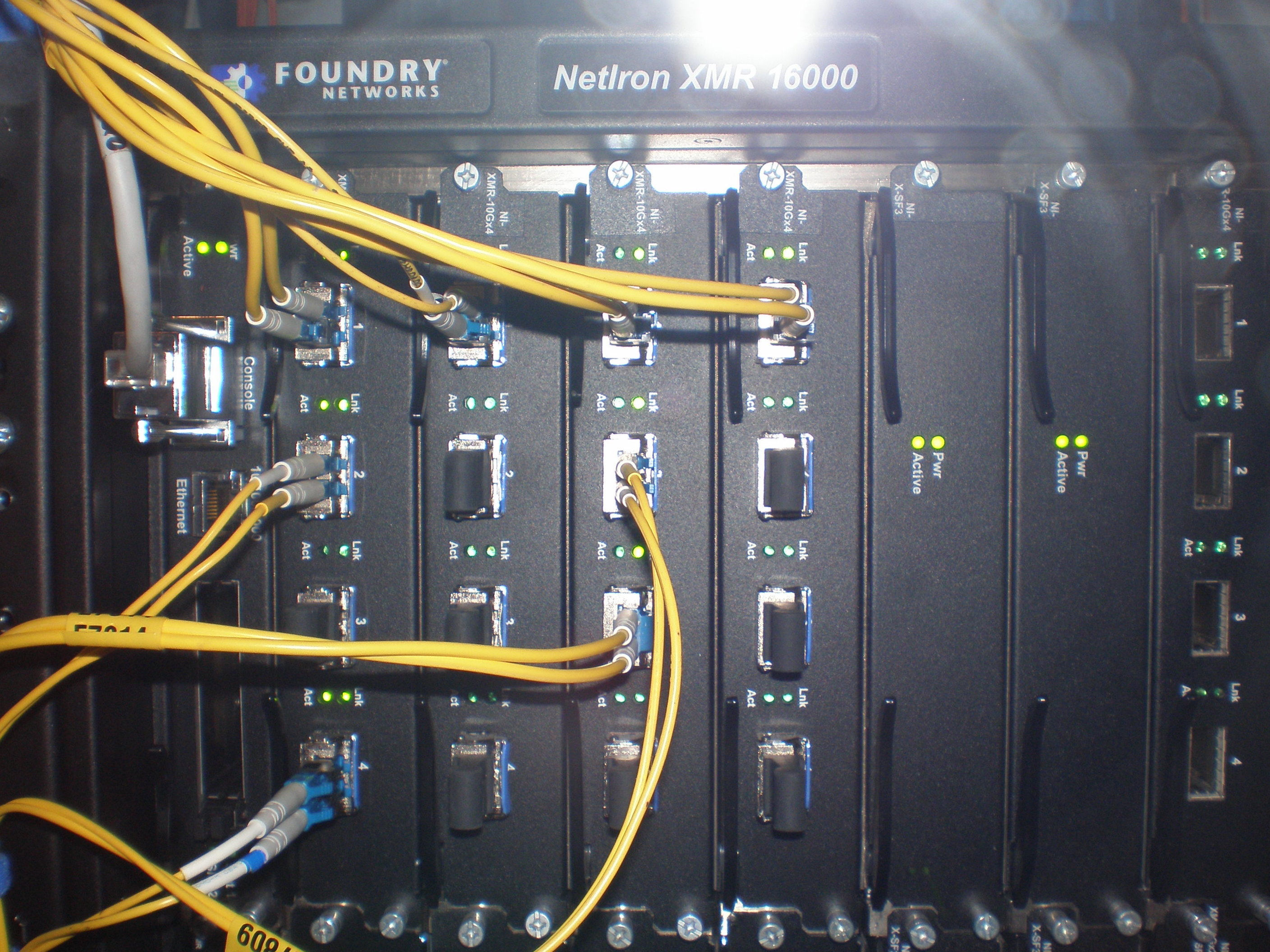
Útválasztó optikai interfészei

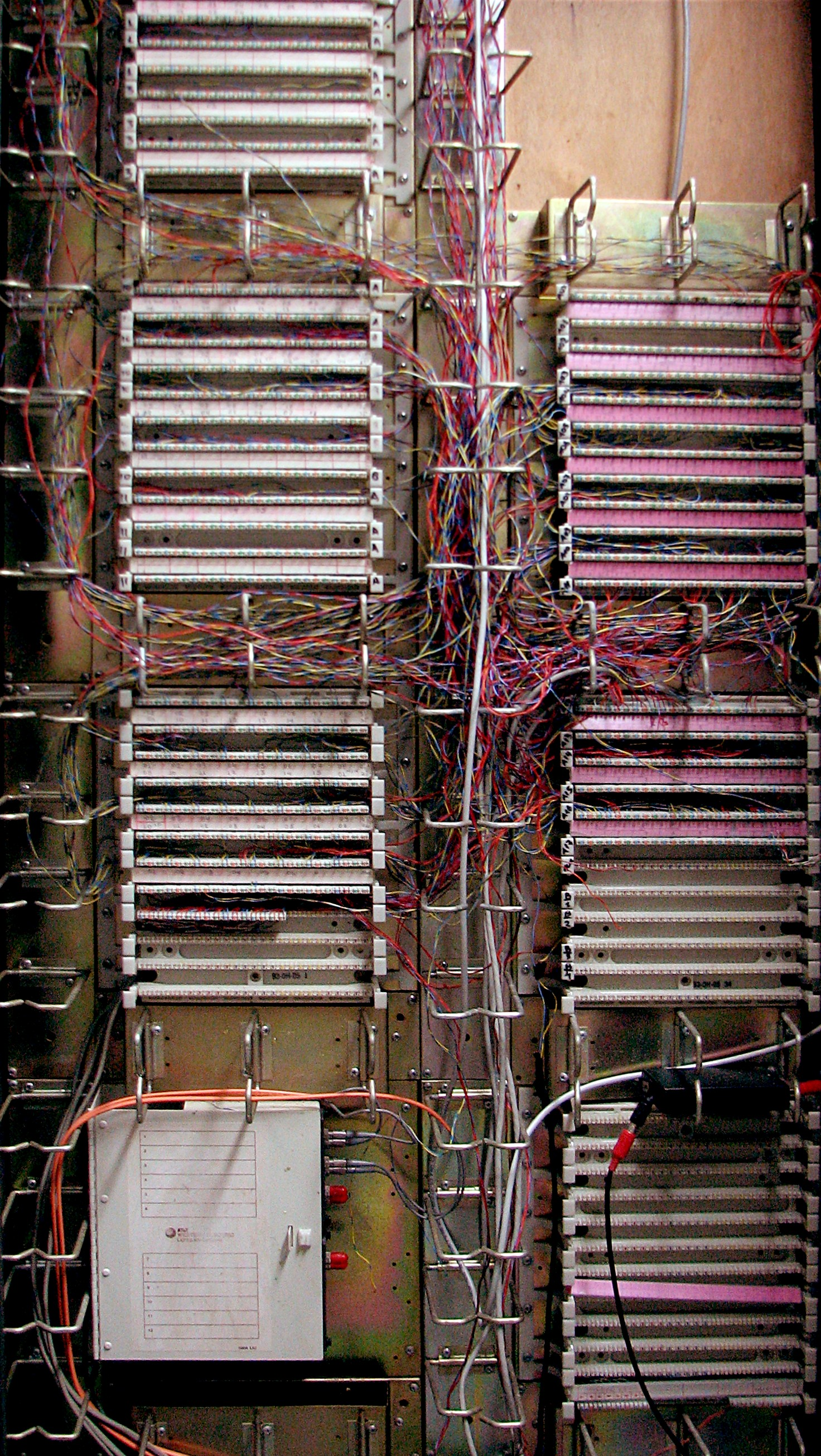
UTP és optikai kábelek

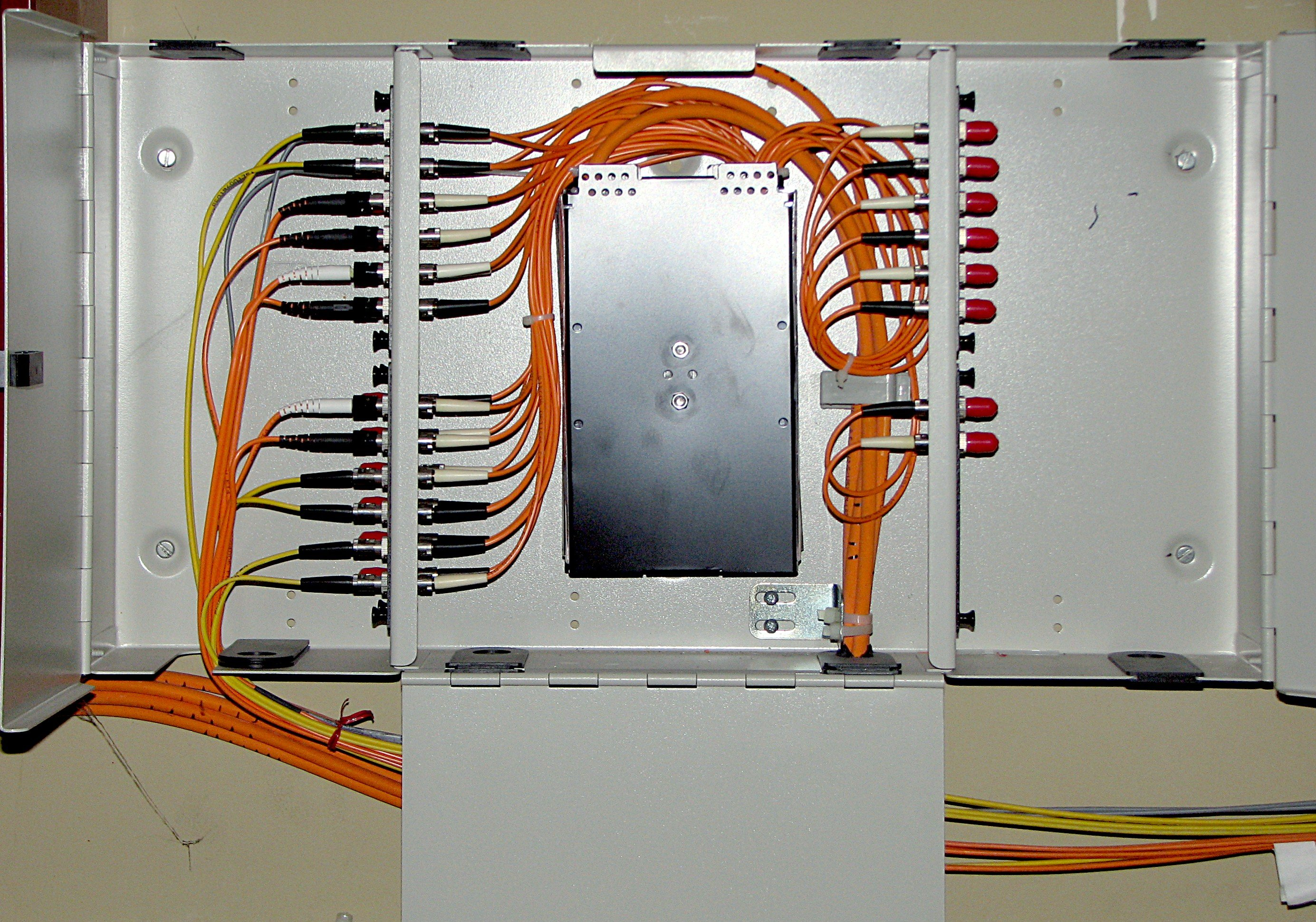
Bekábelezett csatlakozószekrény

Az optikai kábeleket széles körben alkalmazzák távközléshez, valamint számítógép-hálózatok építéséhez, mert rugalmas és a hagyományos rézvezetékekhez képest rendkívül nagy sávszélességet biztosít. Habár a szálak egyaránt készülhetnek átlátszó műanyagból vagy üvegből, a nagy távolságú kommunikációkhoz alkalmazott szálak mindig üvegből készülnek, mert az üvegszálnak kisebb a csillapítása, ezáltal nagyobb távolságok ívelhetőek át vele. Mind multimódusú, mind pedig egymódusú szálakat alkalmaznak kommunikációhoz; általában kis távolságoknál (500 m-nél kisebb) használják a multimódusú szálat, míg a nagyobb távolságokhoz egymódusú szálakat használnak. Mivel az egymódusú szálaknál nagyobb pontosság szükséges az, adók, vevő, erősítő és egyéb részek becsatlakoztatásához, ezért ezeket a hálózatokat általában sokkal költségesebb kiépíteni, mint a multimódusú eszközöket.
Tipikusan az infravörös fénytartományt használják azon a hullámhosszon, ahol a betáplált fénnyel szemben a legkisebb az abszorpciója (elnyelődés) a szálnak. A szál abszorpciója 1550 nm hullámhossznál, a diszperziója 1310 nm-en optimális – ezt a hullámhossztartományt használják adattovábbításhoz. Körülbelül 850 nm hullámhossznál található az abszorpció egy helyi minimuma – erre a hullámhosszra terveznek kis költségű adókat és vevőket, és gyakran ezt a hullámhosszt használják kis távú alkalmazások esetében. A szálakat általában párban használják, egy-egy szál továbbítja a jelet egyik, illetve másik irányba.

### Jeltorzulási problémák
A modern optikai szál esetében a maximális távolságot nem a csillapítás határozza meg, hanem a diszperzió, vagy az optikai impulzus szélessége, ahogy végigterjed a szálban. A többmódusú diszperziót a fény különböző utakat bejárt sebessége okozza (nagyobb utat tesz meg; ezek az utak különböző hosszúságúak, ezért más-más időpillanatban érnek a szál végére a fénynyalábok, amik zavart okoznak), ez határozza meg a multimódusú szál teljesítményét.

#### Az impulzusok kiszélesedése
A fenti probléma nagy távolságok esetén komoly problémát jelenthet, hiszen a bináris jelek bizonyos időkülönbségek után már túlságosan eltorzulnak ahhoz, hogy tisztán dekódolhatóak legyenek.
Az optikai távközlés során kritikus tényező az adatátvitel sebessége. A nagy sebességhez az szükséges, hogy a biteket reprezentáló fényimpulzusok minél sűrűbben követhessék egymást, ami viszont csak akkor lehetséges, ha maguk az impulzusok rövidek. Ebből következően végül is a sebességet az határozza meg, hogy milyen hosszú az a legrövidebb impulzus, amely a szálban történő terjedés során még megtartja időtartamát, vagyis nem szélesedik ki. A kiszélesedés oka, hogy a fénysugár a szálban nagyon sokféle úton terjedhet: A legrövidebb úton a szál tengelyével párhuzamosan beeső sugár halad, míg a leghosszabb utat nyilvánvalóan a {\displaystyle \Theta _{k}} szög alatt beeső sugár teszi meg. Ha a két sugármenet megtételéhez szükséges idők közötti különbség eléri, vagy meghaladja a beküldött fényimpulzus időtartamát, akkor a kimeneten impulzus kiszélesedést észlelünk.
Az impulzusok kiszélesedésének mértékét úgy határozhatjuk meg, hogy egy {\displaystyle \Delta } hosszúságon kiszámítjuk a terjedési idő különbséget, és megszorozzuk annyival, ahányszor hosszabb a szál teljes hossza {\displaystyle \Delta }-nál. A {\displaystyle \Delta } hosszra eső terjedési idő különbséget úgy kaphatjuk meg, ha a geometriai útkülönbséget elosztjuk a közegbeli fénysebességgel. A geometriai útkülönbség tehát:
{\displaystyle \delta s={\frac {\Delta }{\sin \Theta _{h}}}-\Delta }, azaz {\displaystyle \delta s=\Delta \left({\frac {1-\sin \Theta _{h}}{\sin \Theta _{h}}}\right)}, amibe behelyettesítjük {\displaystyle \Delta =D\tan \Theta _{h}\,\!}-t, ami a trigonometriai azonosságok szerint megegyezik {\displaystyle D{\frac {\sin \Theta _{h}}{\cos \Theta _{h}}}} -val. Mivel a közegbeli fénysebesség állandó {\displaystyle v_{m}={\frac {c}{n_{m}}}}, így az időkülönbség: {\displaystyle \delta t_{\Delta }={\frac {Dn_{m}}{c}}{\frac {1-\sin \Theta _{h}}{\cos \Theta _{h}}}}
Mivel egymódusú szál esetében csak egy úton haladhat végig a jel (csak egy jelúton terjed a fény), a többmódusú diszperzió ezzel kiiktatódott. Az egymódusú szál teljesítményét a kromatikus diszperzió határozza meg, amit az okoz, hogy az üveg törésmutatójának változása csekély mértékben függ az alkalmazott fény hullámhosszától, és a valódi adótól jövő fénysugárnak nem nulla szélességű a spektruma, hanem véges. A polarizációs diszperzió, ami korlátozhatja az egymódusú rendszerek teljesítményét, abból következik, hogy habár az egymódusú szál csak egy hullám terjedését engedi, ezt a módust kétféle polarizációval viheti át, és egy kis tökéletlenség vagy torzulás a szálban megváltoztathatja a módusok sebességeit. A diszperzió korlátozza a szál sávszélességét, mert a szélesedő optikai jel meghatározza az impulzusok egymásutáni ismétlődésének a sebességét, amelynél a vevő még képes felismerni a továbbított jelet.
Amiatt hogy a szál hosszának növekedésével nő a diszperzió is, egy optikai továbbító rendszert gyakran a sebesség-távolság szorzat határozza meg, amit szokás MHz km-ben is kifejezni. Az érték a sávszélesség és a hossz szorzata, mivel egy szál esetén kapcsolat áll fenn a sávszélesség és aközött a távolság között, amelyen az elérhető. Például egy közönséges multimódusú szál esetén, amelynél a sávszélesség-távolság szorzat 500 MHz km egy 500 MHz-es jelet 1 km-re, egy 1000 MHz-es jelet fél kilométerre képes elküldeni úgy, hogy az felismerhető maradjon.
Egymódusú optikai rendszerekben a szál karakterisztikája és az adó spektrumszélessége is hozzájárul a sávszélesség-távolság rendszer tulajdonságához. Tipikus távolság ilyen esetben 80 és 140 km-nyi optikai szál lehet a két végpont, vagy jel-regenerátor (repeater) között.

### Sávszélesség-maximálás
A hullámhossz-osztásos multiplexálást (Wavelength Division Multiplexing, WDM) alkalmazva, az egy szál által elbírt sávszélesség a Tbit/s-os tartományt is elérheti. Ennek módja, hogy egy szálban több hullámhosszú fényt is továbbítanak. A WDM multiplexereket és demultiplexereket arra használják, hogy a kapcsolat minden végénél a különböző hullámhosszakat keverjék és szétválasszák. A „durva WDM” (coarse WDM, CWDM) technikánál csak néhány hullámhosszt használnak. A CWDM egyik alkalmazása az egy szálon történő kétirányú kommunikáció. A DWDM (Dense Wavelength Division Multiplexing), azaz a sűrű hullámhossz osztásos multiplexálás esetén általában több mint 8 fényablakot alkalmaznak adó és vevő oldalon. 16, 40 és 80 ablakos rendszerek az általánosan elterjedtek. Matematikailag 111 ablak lehetséges egyetlen optikaiszál-páron a ma használt hullámhosszakkal.

## Egyéb felhasználások
Száloptikás érzékelőket használnak erő, hőmérséklet, vagy nyomás mérésére is. A kis méret, és a tény, hogy a használathoz nincs szükség elektromosságra jóval előnyösebbé teszi az ilyen érzékelők használatát a hagyományos elektromos szenzorokkal szemben. Optikai szálakat használnak például a víz alatti mikrofonokban, vagy a SONAR rendszerekben is. Víz alatti mikrofonokat főleg az olajcégek használnak a tenger alatti kifejtéseknél, illetve bizonyos nemzetek haditengerészete alkalmazza a technológiát védelmi célokra. A német Sennheiser cég kifejlesztett egy lézeres és optikai szálas technológián alapuló ilyen eszközt.